# Єрихонська вежа
Єрихонська вежа — найдавніша вежа, що збереглася до сьогодні, побудована у місті Єрихон (нині — Палестинська держава) у VIII тисячолітті до н. е. Висота — 8,25 метра. Один із найранніших кам'яних пам'яток архітектури.
Єрихонська стіна була виявлена в ході археологічних розкопок Джона Гарстанга 1930—1936 років. Він припустив, що це одна з будівель, описаних у «Книзі Ісуса Навіна» та побудованих бл. 1400 р. до н. е. Кетлін Кеньйон виявила вежу, побудовану всередині міста в ході досліджень 1952—1958 років. Вона припустила, що це споруди більш раннього періоду — неоліту, та навела цьому докази.
Вежа конічної форми, побудована з необробленого камню, всередині має сходи з 22-х сходинок. Товщина стін вежі — близько 1,5 метра. В основі діаметр вежі — 9 метрів, ближче до вершини — 7. За різними оцінками, будівництво Єрихонської вежі тривало 11 000 робочих днів. Вежа могла використовуватись як фортифікаційне укріплення, система захисту від повеней, храм та (або) символ громадської влади.
Результати археологічних досліджень початку XXI століття під керівництвом Рана Баркая та Роя Лирана з Тель-Авівського університету, під час яких використовувалося комп'ютерне моделювання, дали змогу припустити, що при будівництві Єрихонської вежі враховувалися астрономічні та соціальні цілі. Археологам вдалося визначити, що під час заходу сонця у день літнього сонцестояння тінь гір, що знаходяться поблизу, спочатку падає на вежу, а потім — на місто. Це можна вважати найбільш раннім прикладом археоастрономії. Також Баркай і Ліран засумнівалися у інших функціях вежі. Зокрема, оскільки сучасній науці невідомі жодні збройні конфлікти періоду будівництва Єрихонської вежі, малоймовірне існування оборонної функції вежі. Також сумніву піддано ритуальне призначення споруди, оскільки біля неї не виявлено жодних поховань. До того ж, Ран Баркай в інтерв'ю виданню «Jerusalem Post» сказав: «Вежа є свідченням боротьби за владу на початку епохи неоліту і того факту, що конкретна людина чи люди використовували первинні страхи жителів і переконували їх побудувати».